# Kinolin
Kinolin är en heterocyklisk aromatisk förening med kemisk formel C9H7N.

## Egenskaper
Kinolin är en färglös oljeliknande vätska. Den är mycket hygroskopisk med en stark otrevlig lukt. Med tenn och saltsyra reduceras den till motsvarande tetrahydroförening. Kinolin är basisk och bildar stabila salter med syror. Ämnet är föga lösligt i vatten men har god löslighet i organiska lösningsmedel.

## Framställning
Kinolin utvinns ur stenkolstjära eller syntetiseras tekniskt ur anilin och glycerol.

## Användning
Kinolin i sig själv har få användningsområden men flera derivat är mycket betydelsefulla och ringsystemet återfinns naturligt i till exempel kinin. Isokinolin är en isomer till kinolin.
Medicinskt kan kinolin användas, i utspädd form, som utvärtes antiseptikum. Tekniskt kan det användas vid tillverkning av cyaninfärgämnen och 8-hydroxikinolin, samt som lösningsmedel.